# Мейра, Тарсизио
Тарси́зио Ме́йра (порт. Tarcísio Meira; 5 октября 1935 — 12 августа 2021) — бразильский актёр.

## Биография
Тарсизио Мейра — один из самых знаменитых телевизионных актёров Бразилии. Карьера неудавшегося дипломата началась в 1957 году с театра. В 1963 году он снимался в пьесах телетеатра канала «ТВ-ТУПИ». В том же сериале он впервые снялся со своей женой, актрисой Глорией Менезес, с которой жил до самой смерти. Тарсизиу Мейра принял участие более чем в 50 телепроектах. В возрасте 50 лет он играл роли 30-летних героев. 
 У Тарсизиу Мейры и Глории Менезес один общий сын, родившийся 22 августа 1964 года — Тарсизиу Фильу, продолживший семейную актёрскую династию. У Глории Менезес двое детей от первого брака — Мария Амелия и Жоан Паулу. Умер 12 августа 2021 года от осложнений вызванных COVID-19.

## Фильмография

### Телевидение
- 2016 — Закон Любви — Фаусто
- 2016 — Старик Шику — Жакинто
- 2013 — Сарамандайя (Saramandaia) — Тибериу Вилар
- 2011 — Безрассудное сердце — Теодоро
- 2008 — Фаворитка — Фредерико Копола
- 2007 — Два лица — Эрможенес Ранжел
- 2006 — Страницы жизни — Тиде
- 2005 — Пиф-паф — Джон МакГольд
- 2004 — Хозяйка судьбы — Жозе Карлос Тедеску
- 2004 — Единственное сердце — полковник Тотоньо
- 2002 — Поцелуй вампира — Борис Владеску
- 2001 — Падший ангел — Жоан Медейрос
- 2000 — Стена — дон Жеронимо Тавейра
- 1998 — Вавилонская башня — Сезар Толеду
- 1998 — Неукротимая Хильда — полковник Поссидониу
- 1996 — Роковое наследство — Джузеппе Бердинацци
- 1994 — Моя родина — Раул Пелегрини
- 1993 — Раненый зверь — Фелисиану
- 1992 — Телом и душой — Диогу
- 1990 — Арапонга — Арапонга
- 1989 — Желание — Эуклидис да Кунья
- 1986 — Огненное колесо — Ренато Виллар
- 1985 — Grande Sertão: Veredas — Эрможенес
- 1985 — Время и ветер — капитан Родригу
- 1984 — Моя судьба — грешить — Паулу ди Оливейра
- 1983 — Война полов — Фелипе
- 1981 — Бриллиант — Паулу Сезар
- 1980 — Крылатое сердце — Жука Питанга
- 1979 — Гиганты — Фернанду Лукас
- 1977 — Волшебное зеркало — Диогу Майа
- 1975 — Избранная — Антониу Диас
- 1973 — Полубог — Уго/Рауль
- 1973 — Стальной конь — Родриго Соареш
- 1971 — Мужчина, который должен умреть — Сиру Вальдез
- 1970 — Братья Кураж — Жоан Кураж
- 1969 — Мятежная роза — Сандро/ Фернандо
- 1967 — Кровь и песок — Жуан Гальярдо
- 1967 — Большая тайна — Сельсо
- 1966 — Каменные души — Эдуарду
- 1965 — Побежденная богиня — Эдмунду
- 1964 — Амбиции — Мигел
- 1963 — номер 2-5499 занят — Ларри

### в кино
- 1994 — Бока
- 1990 — Золотой рот
- 1987 — Я
- 1982 — Любовь, странная любовь
- 1981 — Поцелуй на асфальте
- 1981 — Я тебя люблю
- 1981 — Возраст земли
- 1979 — O Caçador de Esmeraldas
- 1977 — Эльза и Элена
- 1972 — Независимость или смерть
- 1972 — Миссия: убить
- 1971 — Откровения монаха Абобора
- 1969 — Огненное лето
- 1963 — Маленький домик

## Премии
- 1976 — премия APCA — лучший телеактёр (сериал «Избранная»)
- 1997 — специальная премия APCA
- 2001 — премия APCA — лучший телеактёр (сериал «Стена»)
- 2005 — премия Оскарито